# San Bernardino (Guatemala)
San Bernardino è un comune del Guatemala facente parte del dipartimento di Suchitepéquez.
Anteriormente alla colonizzazione spagnola, esisteva nei pressi dell'abitato attuale un insediamento indigeno chiamato Ixtacapa, che faceva parte del regno Xochiltepec.